# Klasse van kruipwilg- en duindoornstruwelen
De klasse van kruipwilg- en duindoornstruwelen (Salicetea arenariae) is een klasse van syntaxa die pionierende, psammofiele loofstruwelen omvat die gedomineerd worden door kruipwilg, duindoorn en/of duinroos.

## Naamgeving en codering
- Natura2000-habitattypecodes (EU-codes): H2170, H2160
- Syntaxoncode voor Nederland (rVvN): r38
- BWK-karteringscodes: sd(b)

De wetenschappelijke naam Salicetea arenariae is afgeleid van een synoniem van de botanische naam van kruipwilg (Salix repens), namelijk Salix arenaria.

## Onderliggende syntaxa in Nederland en Vlaanderen
De klasse wordt in Nederland en Vlaanderen vertegenwoordigd door maar één orde met twee verbonden. Daarnaast is er van de klasse één rompgemeenschap en één derivaatgemeenschap bekend.
- - kruipwilg-orde (Salicetalia arenariae)
    - kruipwilg-verbond (Salicion arenariae)
      - associatie van duindoorn en kruipwilg (Hippophao-Salicetum arenariae)
      - associatie van wintergroen en kruipwilg (Pyrolo-Hippophaetum)

    - verbond van liguster en duindoorn (Ligustro-Hippophaion rhamnoidis)
      - associatie van duindoorn en liguster (Hippophao-Ligustretum vulgaris)
      - duinroos-associatie (Rosetum spinosissimae)

- derivaatgemeenschap met rimpelroos (DG Rosa rugosa-[Salicetea arenariae])
- rompgemeenschap met wilde liguster (RG Ligustrum vulgare-[Salicetea arenariae])